# Gran Premi de Gran Bretanya del 1961
Resultats del Gran Premi de la Gran Bretanya de Fórmula 1 de la temporada 1961, disputat al circuit de Aintree el 15 de juliol del 1961.

## Resultats
| Pos | Núm. | Pilot                   | Equip                           | Voltes | Temps/ retirada | Pos. de sortida | Punts |
| --- | ---- | ----------------------- | ------------------------------- | ------ | --------------- | --------------- | ----- |
| 1   | 4    | Wolfgang von Trips      | Ferrari                         | 75     | 2h 40' 53. 6    | 4               | 9     |
| 2   | 2    | Phil Hill               | Ferrari                         | 75     | + 46.0 s        | 1               | 6     |
| 3   | 6    | Richie Ginther          | Ferrari                         | 75     | + 46.8 s        | 2               | 4     |
| 4   | 12   | Jack Brabham            | Cooper - Climax                 | 75     | + 1' 08.6 min.  | 9               | 3     |
| 5   | 8    | Jo Bonnier              | Porsche                         | 75     | + 1' 16.2 min.  | 3               | 2     |
| 6   | 36   | Roy Salvadori           | Cooper - Climax                 | 75     | + 1' 26.2 min.  | 13              | 1     |
| 7   | 10   | Dan Gurney              | Porsche                         | 74     | + 1 Volta       | 12              |       |
| 8   | 14   | Bruce McLaren           | Cooper - Climax                 | 74     | + 1 Volta       | 14              |       |
| 9   | 22   | Tony Brooks             | BRM - Climax                    | 73     | + 2 Voltes      | 6               |       |
| 10  | 16   | Innes Ireland           | Lotus - Climax                  | 72     | + 3 Voltes      | 7               |       |
| 11  | 42   | Masten Gregory          | Cooper - Climax                 | 71     | + 4 Voltes      | 16              |       |
| 12  | 60   | Lorenzo Bandini         | Cooper - Maserati               | 71     | + 4 Voltes      | 21              |       |
| 13  | 50   | Tony Maggs              | Lotus - Climax                  | 69     | + 6 Voltes      | 24              |       |
| 14  | 44   | Ian Burgess             | Lotus - Climax                  | 69     | + 6 Voltes      | 25              |       |
| 15  | 54   | Keith Greene            | Gilby - Climax                  | 69     | + 6 Voltes      | 26              |       |
| 16  | 56   | Carel Godin de Beaufort | Porsche                         | 69     | + 6 Voltes      | 18              |       |
| 17  | 52   | Wolfgang Seidel         | Lotus - Climax                  | 58     | + 17 Voltes     | 22              |       |
| Ret | 18   | Jim Clark               | Lotus - Climax                  | 62     | Pèrdua d'oli    | 8               |       |
| DSQ | 26   | Jack Fairman            | Ferguson Research Ltd. - Climax | 56     | Desqualificat   | 20              |       |
| Ret | 32   | Lucien Bianchi          | Lotus - Climax                  | 45     | Caixa canvi     | 30              |       |
| Ret | 28   | Stirling Moss           | Lotus - Climax                  | 44     | Frens           | 5               |       |
| Ret | 20   | Graham Hill             | BRM - Climax                    | 43     | Motor           | 11              |       |
| Ret | 58   | Giancarlo Baghetti      | Ferrari                         | 27     | Accident        | 19              |       |
| Ret | 48   | Tony Marsh              | Lotus - Climax                  | 25     | Encesa          | 27              |       |
| Ret | 34   | John Surtees            | Cooper - Climax                 | 23     | Diferencial     | 10              |       |
| Ret | 38   | Tim Parnell             | Lotus - Climax                  | 12     | Embragatge      | 29              |       |
| Ret | 46   | Jackie Lewis            | Cooper - Climax                 | 7      | Direcció        | 15              |       |
| Ret | 40   | Gerry Ashmore           | Lotus - Climax                  | 7      | Encesa          | 26              |       |
| Ret | 30   | Henry Taylor            | Lotus - Climax                  | 5      | Accident        | 17              |       |
| Ret | 62   | Massimo Natili          | Cooper - Maserati               | 0      | Caixa canvi     | 28              |       |

## Altres
- Pole: Phil Hill 1' 58. 8
- Volta ràpida: Tony Brooks 1' 57. 8 (a la volta 72)